# Tenacker
Tenacker ist ein Gemeindeteil der Gemeinde Obertraubling im Landkreis Regensburg in Bayern. Der Ort besteht aus 4 Wohnhäusern, darunter ein landwirtschaftlicher Betrieb. Postalisch gehört Tenacker zu Obertraubling, die Telefonvorwahl ist jedoch die des Marktes Bad Abbach.

## Geschichte
Das bayerische Urkataster zeigt Tenacker in den 1810er Jahren als einen Weiler mit zwei Herdstellen und dem Namen Thänackerhof. Der Name leitet sich davon ab, dass der Ort "von "Feldern" und "Tannenbäumen" umgeben war."

## Geografische Lage
Tenacker liegt im südlichen Landkreis Regensburg, ca. 9 km vom Stadtzentrum von Regensburg und 5 km vom Ortskern von Obertraubling entfernt. Der Ort ist der westlichste Ortsteil der Gemeinde Obertraubling und grenzt an den Ortsteil Höhenhof.